# Salency
Salency ist eine französische Gemeinde mit 900 Einwohnern (Stand: 1. Januar 2022) im Département Oise in der Region Hauts-de-France. Sie gehört zum Arrondissement Compiègne und zum Gemeindeverband Pays Noyonnais. Die Einwohner werden Salenciens genannt.

## Geografie
Die Gemeinde Salency liegt im Pays Noyonnais am Oise-Seitenkanal, etwa 25 Kilometer nordöstlich von Compiègne und ca. 40 Kilometer südwestlich von Saint-Quentin. Im Südosten begrenzt die Oise das Gemeindegebiet. Umgeben wird Salency von den Nachbargemeinden Crisolles im Nordwesten und Norden, Béhéricourt im Nordosten und Osten, Babœuf im Osten und Südosten, Varesnes im Süden, Morlincourt im Südwesten sowie Noyon im Westen.

## Bevölkerungsentwicklung
| Jahr                       | 1962 | 1968 | 1975 | 1982 | 1990 | 1999 | 2006 | 2013 | 2021 |
| -------------------------- | ---- | ---- | ---- | ---- | ---- | ---- | ---- | ---- | ---- |
| Einwohner                  | 688  | 693  | 801  | 849  | 861  | 891  | 910  | 883  | 892  |
| Quellen: Cassini und INSEE |      |      |      |      |      |      |      |      |      |

## Sehenswürdigkeiten
- Kirche Saint-Médard
- Kapelle Saint-Médard im Ortsteil La Rosière

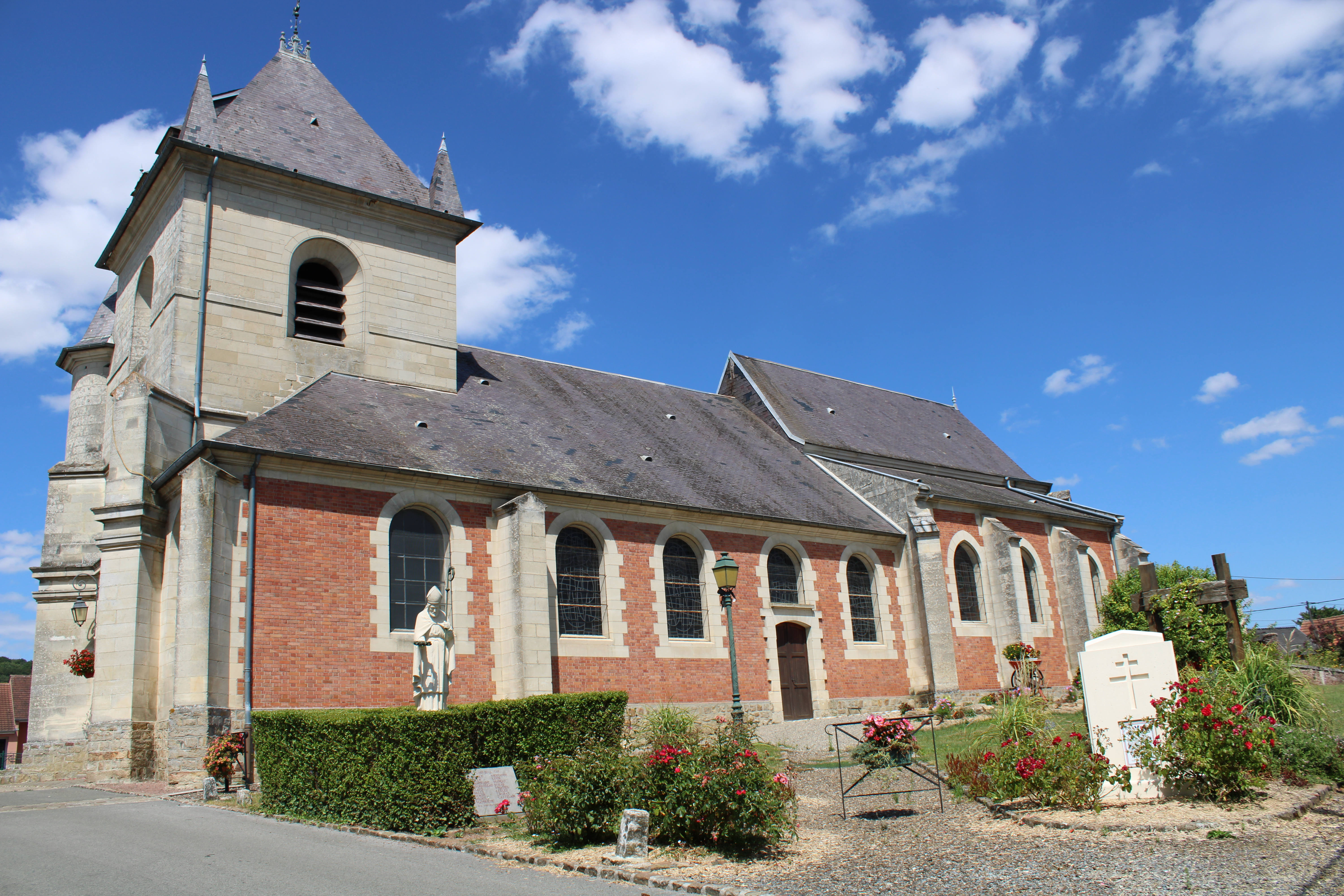
Kirche Saint-Médard
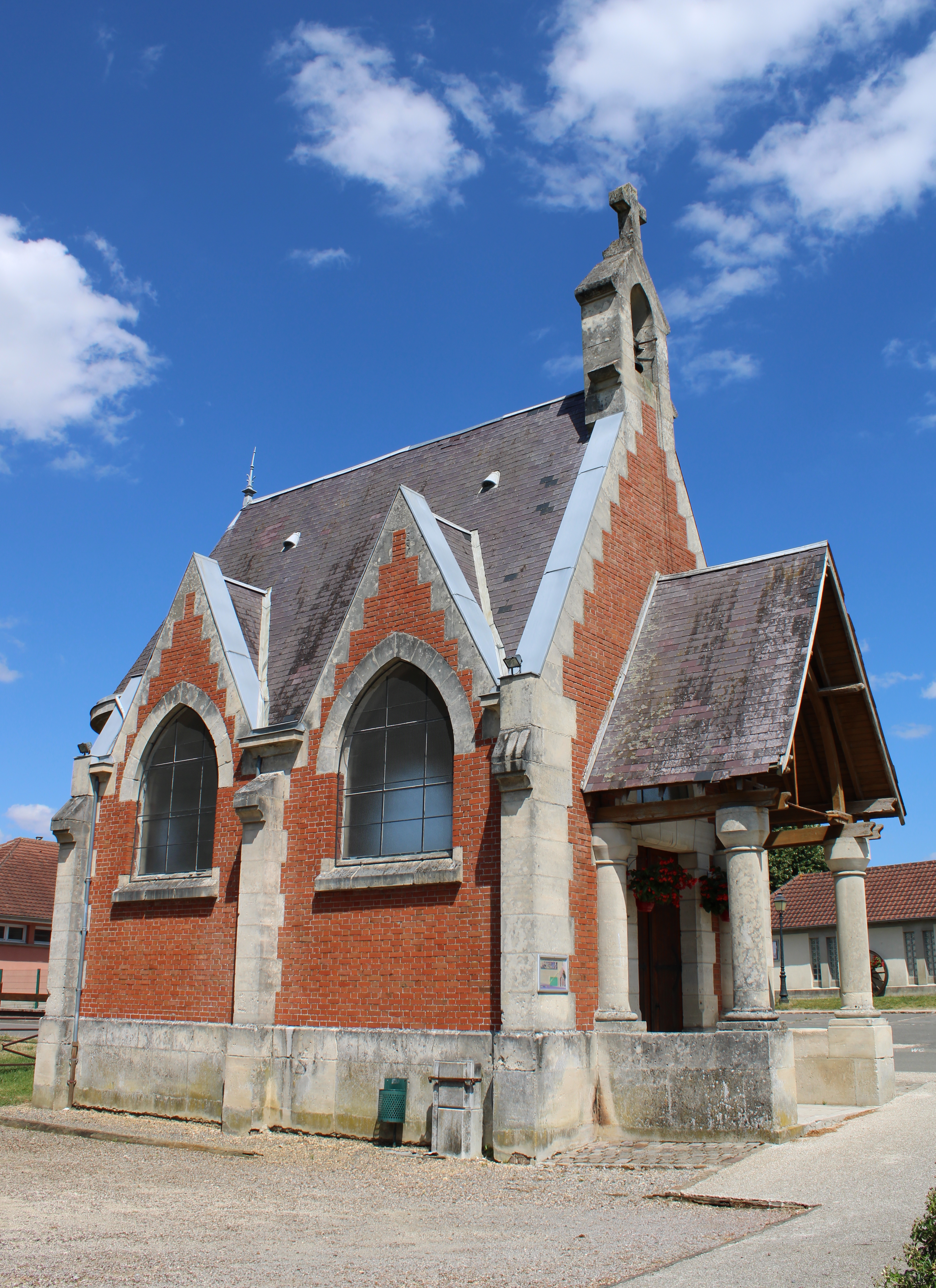
Kapelle Saint-Médard
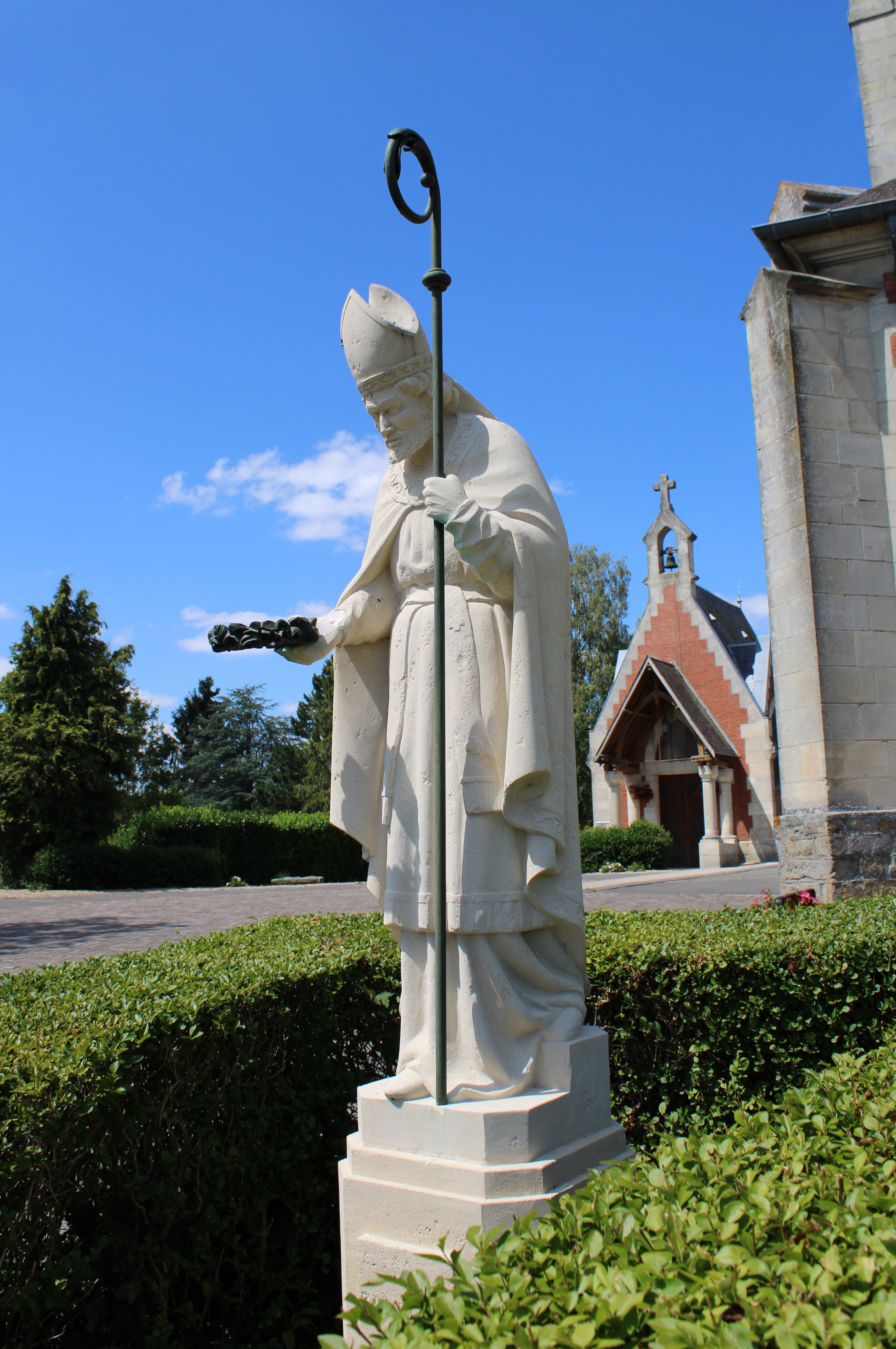
Statue des heiligen Medardus'
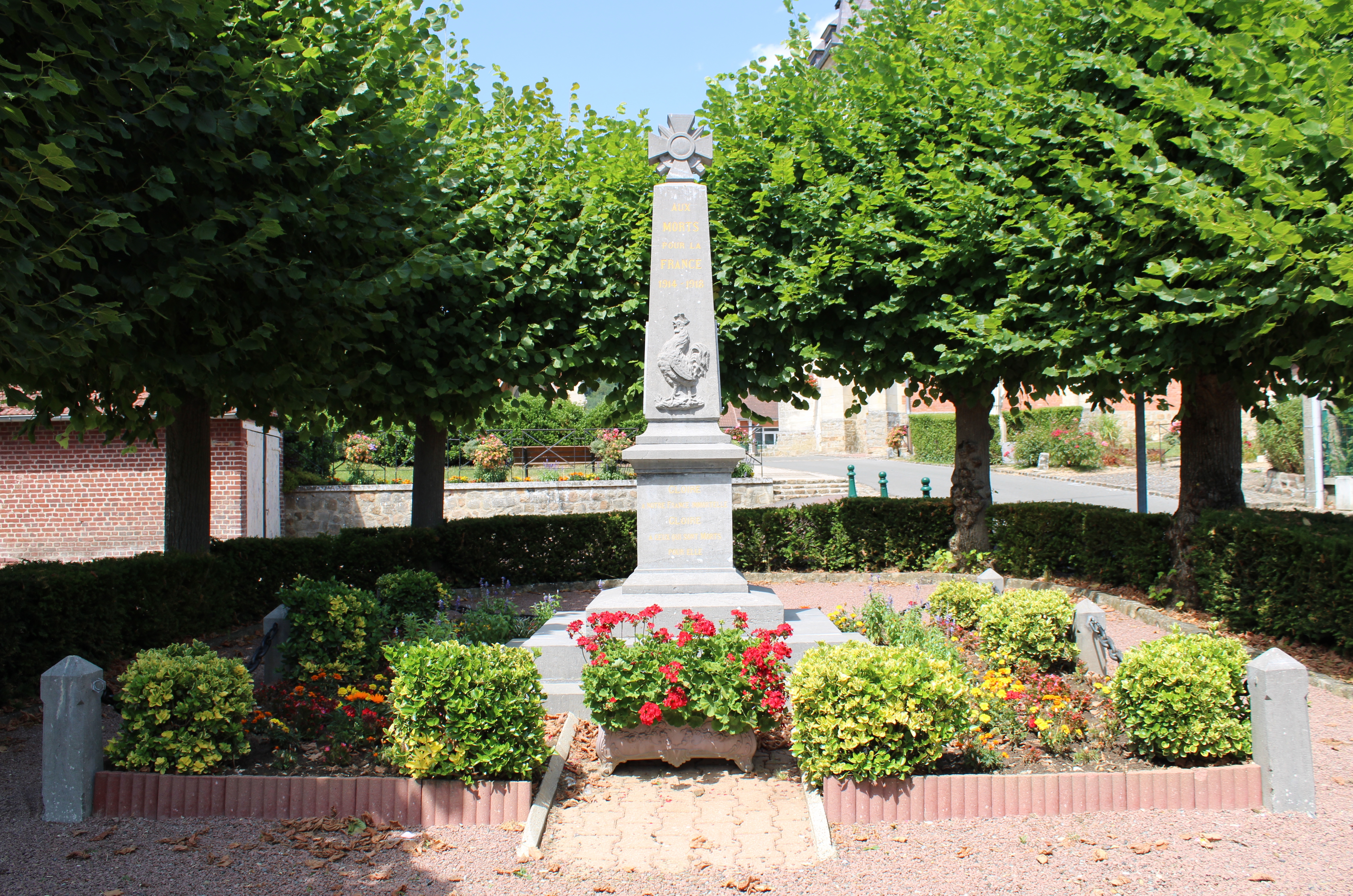
Gefallenendenkmal

## Persönlichkeiten
- Medardus von Noyon (456–545), Bischof von Vermandois, vermutlich hier geboren
- Godehard von Rouen (um 448–514), Bischof von Rouen